# COVID-19-Pandemie in Argentinien
Die COVID-19-Pandemie in Argentinien tritt als regionales Teilgeschehen des weltweiten Ausbruchs der Atemwegserkrankung COVID-19 auf und beruht auf Infektionen mit dem Ende 2019 neu aufgetretenen Virus SARS-CoV-2 aus der Familie der Coronaviren. Die COVID-19-Pandemie breitet sich seit Dezember 2019 von China ausgehend aus. Ab dem 11. März 2020 stufte die Weltgesundheitsorganisation (WHO) das Ausbruchsgeschehen des neuartigen Coronavirus als Pandemie ein.

## Verlauf & Maßnahmen

### März 2020
Am 3. März 2020 wurde in Buenos Aires der erste positiv getestete COVID-19-Fall in Argentinien registriert. Es war ein 43-Jähriger, der am 1. März aus Mailand (Italien) zurückgekehrt war. Am 7. März 2020 bestätigte das Gesundheitsministerium den ersten COVID-19-Toten des Landes. Erst nach seinem Tod wurde er auf COVID-19 getestet. Er war zugleich der erste dokumentierte COVID-19-Tote in Lateinamerika.
Am 20. März 2020 trat in Argentinien in eine landesweite Ausgangssperre in Kraft. Seitdem dürfen die 13 Millionen Bewohner des Großraums Buenos Aires, dem Corona-Epizentrum Argentiniens, kaum noch aus ihren Wohnungen oder Häusern. Argentinien hat etwa 46 Millionen Einwohner.
Die argentinische Regierung (Kabinett Fernández) verlängerte Ausgangsbeschränkungen zunächst bis Mitte April. Am 10. April verlängerte Präsident Fernández die Ausgangsbeschränkungen in großen Städten bis zum 26. April. Sie wurden später mehrmals verlängert, zuletzt Ende August 2020 um zwei Wochen. Seit Ende August dürfen sich wieder bis zu zehn Personen unter freiem Himmel treffen – mit Mundschutz und einem Mindestabstand von zwei Metern.

### April 2020
- 1. April: Das Gesundheitsministerium bestätigte 79 neue Fälle in Chaco (12), Santa Fe (11), der Stadt Buenos Aires (10), Santa Cruz (10), der Provinz Buenos Aires (10), Mendoza (10), Córdoba (6), Neuquén (4), Salta (2), Entre Ríos (1), Corrientes (1), San Luis (1) und Tucumán (1).  Sechs neue Todesfälle wurden bestätigt: ein 71-jähriger Mann aus der Provinz Buenos Aires, der 66-jährige chilenische Konsul in Santa Fe, ein 55-jähriger Rabbiner aus der Stadt Buenos Aires, ein 78-jähriger Mann aus Neuquén, ein 73-jähriger Mann aus Mendoza und eine 61-jährige Frau aus der Provinz Buenos Aires. Die Zahl der Fälle lag bei 1.133 und die Zahl der Todesopfer war auf 33 gestiegen.[9][10]

- 2. April: 132 neue Fälle wurden in der Stadt Buenos Aires (24) und in den Provinzen Buenos Aires (36), Feuerland (24), Córdoba (16), Santa Fe (8) bestätigt, Neuquén (4), Tucumán (4), Chaco (3), La Rioja (3), San Luis (2), Jujuy (2), Entre Ríos (2), Santa Cruz (2), Santiago del Estero (1) und Corrientes (1). Außerdem wurden vier neue Todesfälle registriert (ein 73-jähriger Mann aus Mendoza, ein 61-jähriger Mann aus Chaco und ein 41-jähriger Mann aus der Provinz Buenos Aires), womit die Zahl der Todesopfer auf 37 und die Zahl der bestätigten Fälle insgesamt auf 1.265 gestiegen ist.[11][12]

- 3. April: 88 neue Fälle wurden bestätigt, aus der Stadt Buenos Aires (28) und den Provinzen Buenos Aires (22), Córdoba (14), Santa Fe (8), Chaco (8), Entre Ríos (2), Mendoza (2), Neuquén (1), Río Negro (1), San Luis (1) und Feuerland (1). Fünf neue Todesfälle wurden registriert: zwei Männer aus der Provinz Buenos Aires (87 und 72 Jahre alt), ein 60-jähriger Mann aus Chaco, ein 76-jähriger Mann spanischer Nationalität, der in Mendoza lebt, und eine 53-jährige Frau aus der Provinz Buenos Aires. Bis zu diesem Datum gab es 1353 bestätigte Fälle und 42 Verstorbene.[13][14]

- 4. April: Das Gesundheitsministerium gab bekannt, dass 98 neue Fälle aus der Stadt Buenos Aires (34) und den Provinzen Buenos Aires (26), Chaco (8), Feuerland (8), Río Negro (5), Santa Fe (5), Neuquén (4), Córdoba (3), La Rioja (2), Santa Cruz (1), Santiago del Estero (1) und Tucumán (1) registriert wurden. Ein 73-jähriger Mann aus der Provinz Buenos Aires starb, wodurch sich die Zahl der Todesfälle auf 43 erhöhte.[15]

- 5. April: An diesem Tag wurden 103 neue Fälle bestätigt und die Zahl der Todesopfer stieg auf 48 an (zwei von ihnen starben nach dem offiziellen Bericht des Gesundheitsministeriums).[16]

- 6. April: Das Gesundheitsministerium gab bekannt, dass in den letzten 24 Stunden 74 neue Fälle bestätigt wurden, womit sich die Zahl der bestätigten Fälle auf insgesamt 1.628 erhöht hat. Es wurden fünf neue Todesfälle gemeldet, drei Männer aus der Stadt Buenos Aires, ein Mann aus der Provinz Buenos Aires und ein weiterer Mann aus Neuquén, womit die Zahl der Todesfälle auf 53 gestiegen ist. Außerdem wurde berichtet, dass bis zum heutigen Tag 325 Personen entlassen wurden.[17]

- 7. April: 87 neue Fälle und sieben neue Todesfälle wurden gemeldet, womit sich die Gesamtzahl der Fälle auf 1.715 und die Zahl der Todesfälle auf 60 erhöht hat.[18]

- 8. April: Präsident Fernández kündigte an, dass die obligatorische Quarantäne über den 12. April hinaus verlängert wird, wobei nur wenige Aktivitäten „flexibilisiert“ werden sollen. Das Gesundheitsministerium bestätigte 80 neue Fälle und fünf neue Todesfälle; die Zahl der bestätigten Fälle stieg auf 1.795, die Zahl der Todesfälle auf 65 und die Zahl der Genesenen auf 358.[19][20]

- 9. April: Das Gesundheitsministerium gab bekannt, dass in den letzten 24 Stunden 99 neue Fälle bestätigt wurden, womit sich die Zahl der bestätigten Fälle auf insgesamt 1.894 erhöht hat. Es wurden 14 neue Todesfälle gemeldet, so dass die Zahl der Todesfälle auf 79 und die Zahl der Genesungen auf 365 gestiegen ist.[21]

- 10. April: 81 neue Fälle und drei neue Todesfälle wurden gemeldet, womit sich die Gesamtzahl der Fälle auf 1.975 und die Zahl der Todesfälle auf 82 erhöht. In der Nacht bestätigte Präsident Fernández, dass die Abriegelung in den größeren Städten bis zum 26. April verlängert und die Flexibilisierung der Beschränkungen in Zonen mit geringerem Risiko analysiert werden soll.[22][23][24]

- 11. April: An diesem Tag wurden 167 neue Fälle durch das Gesundheitsministerium bestätigt, die bis dahin höchsten, und die Zahl der Todesopfer stieg auf 89 an.[25]

- 12. April: Das Gesundheitsministerium gab bekannt, dass in den letzten 24 Stunden 66 neue Fälle bestätigt wurden, womit sich die Zahl der bestätigten Fälle auf insgesamt 2.203 erhöht hat. Fünf neue Todesfälle wurden gemeldet, so dass die Zahl der Todesfälle auf 94 und die Zahl der Genesungen auf 467 gestiegen ist.[26]

- 13. April: Das Gesundheitsministerium nannte 2.272 Infizierte (plus 69), 98 Tote (plus 3) und 514 Genesene.

- 14. April: 2.432 Fälle (plus 160) und 105 Tote (plus 7).

- 15. April: 2.560 Fälle (plus 128), 112 Tote (plus 7) und 595 Genesene.

- 16. April: 2.658 Fälle (plus 98), 122 Tote (plus 10).

### August 2020
Am 28. August 2020 waren 392.009 COVID-19-Infizierte registriert: 8271 von ihnen starben an oder mit Covid-19, über die Hälfte von ihnen allein im August 2020. Am 20. Oktober wurde die Zahl von einer Million bestätigten Infizierten überschritten.

### Juli 2021
Argentinien hat die zweite Welle der COVID-19-Pandemie zu Beginn des Winters auf der Südhalbkugel besonders hart getroffen, und das obwohl die Regierung bereits Mitte März vergangenen Jahres recht harte Ausgangssperren verhängt hatte, die immer wieder verlängert wurden. Am 15. Juli 2021 wurde die Zahl von 100.000 Corona-Toten überschritten. Allein am Vortag waren 614 Todesfälle hinzugekommen. Mehr als 4,7 der rund 45 Millionen Einwohner des Landes haben sich seit Ausbruch der COVID-19-Pandemie in Argentinien mit dem Coronavirus infiziert. In Lateinamerika sind zur gleichen Zeit auch Peru und Brasilien von der Pandemie besonders stark betroffen.

### Seit August 2021
Es gab eine Wirtschaftskrise und einen deutlichen Anstieg der Armutsrate auf über 40 Prozent. Bei den Parlamentswahlen am 14. November 2021 verlor die Regierungspartei Partido Justicialista ihre Mehrheit im Senat; die größte Oppositionspartei Juntos por el Cambio erzielte Stimmengewinne.
Nach einer erfolgreichen Impfkampagne und zurückgehenden Infektionszahlen wurden Einschränkungen gelockert. Im Dezember 2021 ist die Zahl der Neuinfektionen stark gestiegen, obwohl auf der Südhalbkugel Sommer ist. Die hochansteckende Omikron-Variante gilt als Ursache.

## Statistik
Die Fallzahlen entwickelten sich während der COVID-19-Pandemie in Argentinien wie folgt:

### Infektionen

Bestätigte Infektionen in Argentinien nach Daten der WHO. Oben kumuliert, unten Tageswerte

### Todesfälle

Bestätigte Todesfälle in Argentinien nach Daten der WHO. Oben kumuliert, unten Tageswerte